# Agnostida
Agnostida — ряд  трилобітів. Палеозойська група: знайдені в  кембрійському і  ордовицькому періодах. Назва ряду походить від слова «непізнаваний» (Agnostos).

## Опис
Дрібних розмірів трилобіти, як правило, довжиною всього в кілька мм. Торакс включає від 2 (в підряді Agnostina) до 3 сегментів (у деяких представників підряду Eodiscina). Очі у більшості видів відсутні. Опукла частина головного щита, або глабелла, велика, округла спереду. Хвостовий щит округлий, ізометричний і майже дорівнює головному щиту.

## Систематика
Велика і різноманітна група трилобітів (близько 100 родів), розділена на 2 підряди (Agnostina, Eodiscina, раніше їх визнавали за два окремих ряди).
- Agnostina
  - Agnostoidea: Agnostidae, Ammagnostidae, Clavagnostidae, Diplagnostidae, Doryagnostidae, Glyptagnostidae, Metagnostidae, Peronopsidae, Ptychagnostidae
  - Condylopygoidea: Condylopygidae: Condylopyge (/Paragnostus; Fallagnostus), Miraculaspis, Pleuroctenium (=Dichagnostus)
- Eodiscina (Eodiscoidea)
  - Calodiscidae:Calodiscus (/Goniodiscus; =Brevidiscus), Chelediscus, Korobovia, Neocobboldia (/Cobboldia; =Margodiscus), Pseudocobboldia, Sinodiscus (=Tologoja)
  - Eodiscidae (включаючи Pagetiidae):Dawsonia (=Aculeodiscus; =Metadiscus), Eodiscus (=Spinodiscus; =Deltadiscus), Helepagetia, Kiskinella, Macannaia, Opsidiscus (/Aulacodiscus), Pagetia (=Eopagetia; =Mesopagetia), Pagetides (=Discomesites), Sinopagetia
  - Hebediscidae: Delgadella (=Alemtejoia; =Delgadodiscus; =Delgadoia; =Pagetiellus; =Pentagonalia), Dicerodiscus, Hebediscus, Luvsanodiscus, Natalina (=Limbadiscus), Neopagetina (/Pagetina), Parapagetia (=Planodiscus), Tchernyshevioides
  - Tsunyidiscidae: Tsunyidiscus (=Mianxiandiscus; Liangshandiscus; =Emeidiscus; =Hupeidiscus; =Shizhudiscus; =Guizhoudiscus)
  - Weymouthiidae: Abakolia (=Costadiscus), Acidiscus, Acrimetopus, Analox, Bathydiscus, Bolboparia, Cephalopyge, Cobboldites, Leptochilodiscus (=Kerberodiscus), Litometopus, Mallagnostus (=Ladadiscus; ?=Jinghediscus), Meniscuchus, Ninadiscus, Oodiscus, Runcinodiscus, Semadiscus, Serrodiscus (=Paradiscus), Stingmadiscus, Tannudiscus, Weymouthia
  - Yukoniidae: Alaskadiscus, Egyngolia (=Mongolodiscus), Ekwipagetia, Hebediscina (=Szechuanaspis; =Zhenbadiscus), Lenadiscus, Yukonia, Yukonides

## Геохронологія
Група з'явилася близько 500 млн років тому на початку  кембрійського періоду і повністю вимерла в кінці  ордовицького періоду (450 млн років).

## Ресурси Інтернету
- Order Agnostida Salter 1864. Paleobiology Database (англ.). paleobiodb.org. Архів оригіналу за 22 лютого 2014. Процитовано 9 лютого 2014.

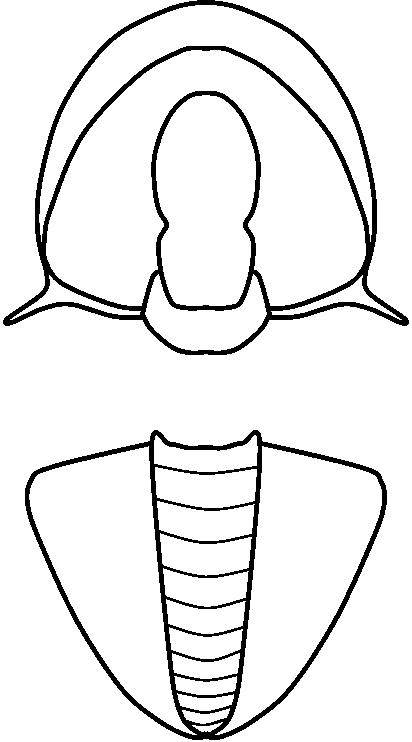
Acidiscus linedrawing
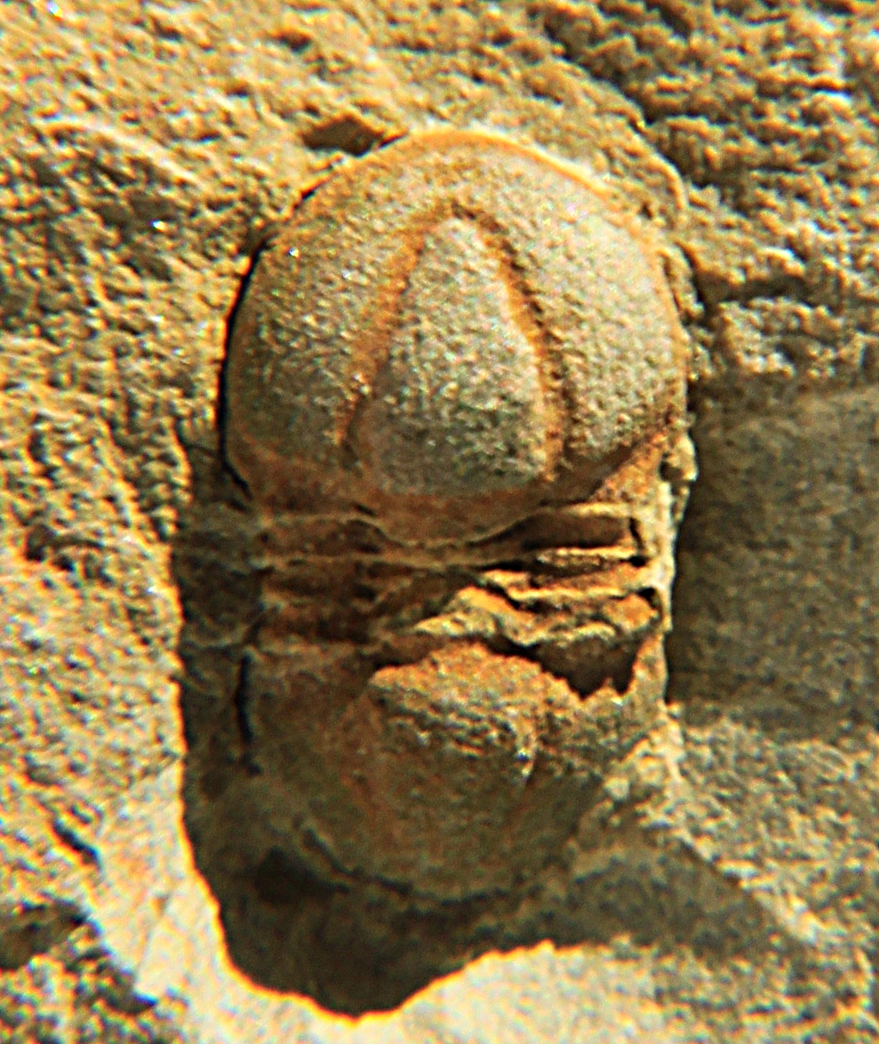
Marocconus notabilis
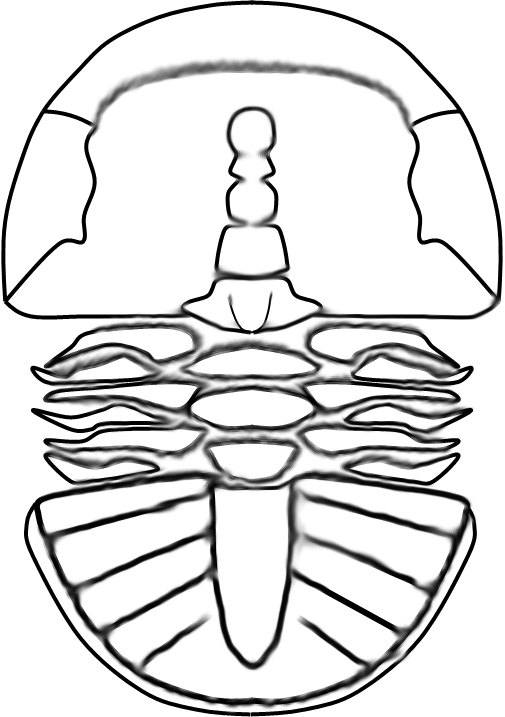
Tsunyidiscus niutitangensis
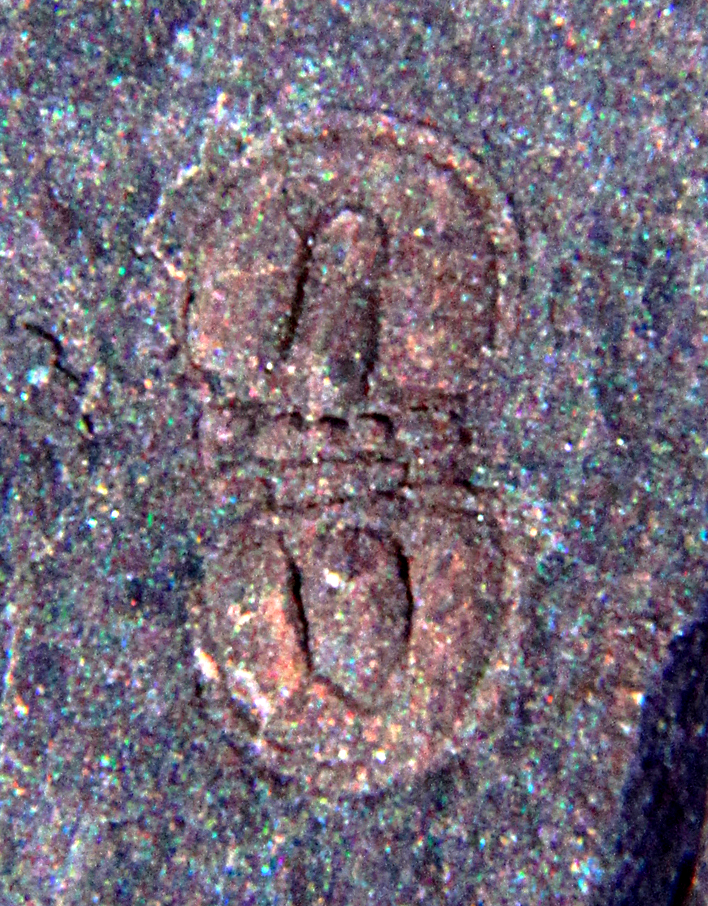
Pentagnostus brighamensis
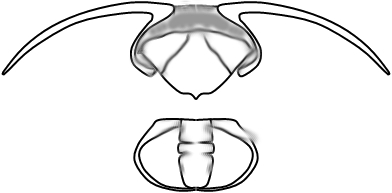
Dicerodiscus linedrawing
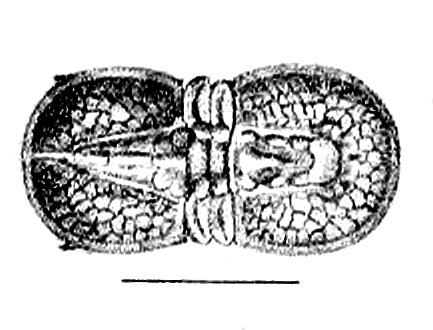
Glyptagnostus reticulatus

## Виноски
1. 1 2 3 4  S. M. Gon III (30 травня 2005). ORDER AGNOSTIDA (англ.). www.trilobites.info. Архів оригіналу за 25 квітня 2014. Процитовано 9 лютого 2014.
2. 1 2   Друщиц В. В. Палеонтология беспозвоночных. — М.: Изд-во МГУ. — 1974. — 528 с.
3. 1 2  S. M. Gon III (07 грудня 2006). Pictorial guide to the order AGNOSTIDA. Архів оригіналу за 6 січня 2011. Процитовано 9 февраля 2014.
4. ↑  Fortey, R. A. 2001. Trilobite systematics: the last 75 years. J. of Paleontology. 75(6):1141-51.
5. ↑  Fortey, R. A. 1990. Ontogeny, hypostome attachment, and trilobite classification. J. of Paleontology. 33:529-76.
6. ↑  Cotton, T. J. & Fortey, R.A. (2005). «Comparative morphology and relationships of the Agnostida». In S. Koenemann & R. A. Jenner (eds.), Crustacea and Arthropod Relationships (Volume, pp. 95-136). Taylor and Francis Group.